# Khadia
Khadia é um género botânico pertencente à família Aizoaceae.

## Espécies
- Khadia acutipetala
- Khadia alticola
- Khadia beswickii, (L.Bolus) N.E.Br.
- Khadia borealis
- Khadia carolinensis
- Khadia media
- Khadia nationae
- Khadia nelsonii

1. ↑  «Khadia — World Flora Online». www.worldfloraonline.org. Consultado em 19 de agosto de 2020